# ولیک‌چال
ولیک‌چال، روستایی است از توابع بخش دودانگه شهرستان ساری در استان مازندران ایران.

## جمعیت
این روستا در دهستان بنافت قرار داشته و براساس آخرین سرشماری مرکز آمار ایران که در سال ۱۳۸۵ صورت گرفته، جمعیت آن ۶۷نفر (۱۵خانوار) بوده‌است.